# Рудольф Крчіл
Рудольф Крчіл (чеськ. Rudolf Krčil, 5 березня 1906, Трновани — 3 квітня 1981) — чехословацький футболіст, що грав на позиції півзахисника. По завершенні ігрової кар'єри — тренер.
Виступав, зокрема, за клуб «Славія», а також національну збірну Чехословаччини.
Триразовий чемпіон Чехословаччини. Фіналіст чемпіонату світу 1934.

## Клубна кар'єра
У дорослому футболі дебютував 1928 року виступами за команду клубу «Тепліцер», в якій провів п'ять сезонів.
Своєю грою за цю команду привернув увагу представників тренерського штабу клубу «Славія», до складу якого приєднався 1933 року. Відіграв за празьку команду наступні чотири сезони своєї ігрової кар'єри. За цей час тричі виборював титул чемпіона Чехословаччини. У вищому дивізіоні чемпіонату Чехословаччини за «Тепліцер» і «Славію» зіграв 112 матчів. У складі «Славії» загалом зіграв 121 матч і забив 18 голів
У сезоні 1936/37 перейшов у мальтійську команду «Флоріана». Захищав кольори «Флоріани» протягом 1936—1939 років.
Завершив професійну ігрову кар'єру у клубі «НСТГ Теплиці», за команду якого виступав протягом 1939—1943 років.

## Виступи за збірну
1929 року дебютував в офіційних матчах у складі національної збірної Чехословаччини. Протягом кар'єри у національній команді, яка тривала 7 років, провів у формі головної команди країни 20 матчів.
У складі збірної був учасником чемпіонату світу 1934 року в Італії, де разом з командою здобув «срібло».

## Кар'єра тренера
Розпочав тренерську кар'єру, повернувшись до футболу після невеликої перерви, 1947 року, очоливши тренерський штаб клубу «Теплиці».
1952 року став головним тренером команди «Теплиці», тренував команду з Теплиць вісім років.
Протягом тренерської кар'єри також очолював команди клубів «Брно», «Руда Гвезда» (Брно) та «Вікторія» (Пльзень).
Останнім місцем тренерської роботи був клуб «Бергедорф 85», головним тренером команди якого Рудольф Крчіл був з 1969 по 1970 рік.
Помер 3 квітня 1981 року на 76-му році життя.

## Титули і досягнення

### Як гравця
- Чемпіон Чехословаччини (3):

«Славія»: 1933–1934, 1934–1935, 1936–1937
- Володар Середньочеського кубка (1):

«Славія»: 1935
- Фіналіст чемпіонату світу (1):

Чехословаччина: 1934
- Чемпіон Мальти (1):

«Флоріана»: 1937
- Володар кубка Мальти (1):

«Флоріана»: 1938
- Володар Кубка Кассара (1):

«Флоріана»: 1937

### Як тренера
- Переможець другої ліги Чехословаччини (1):

«Теплиці»: 1947-1948